# Long Island Motor Parkway

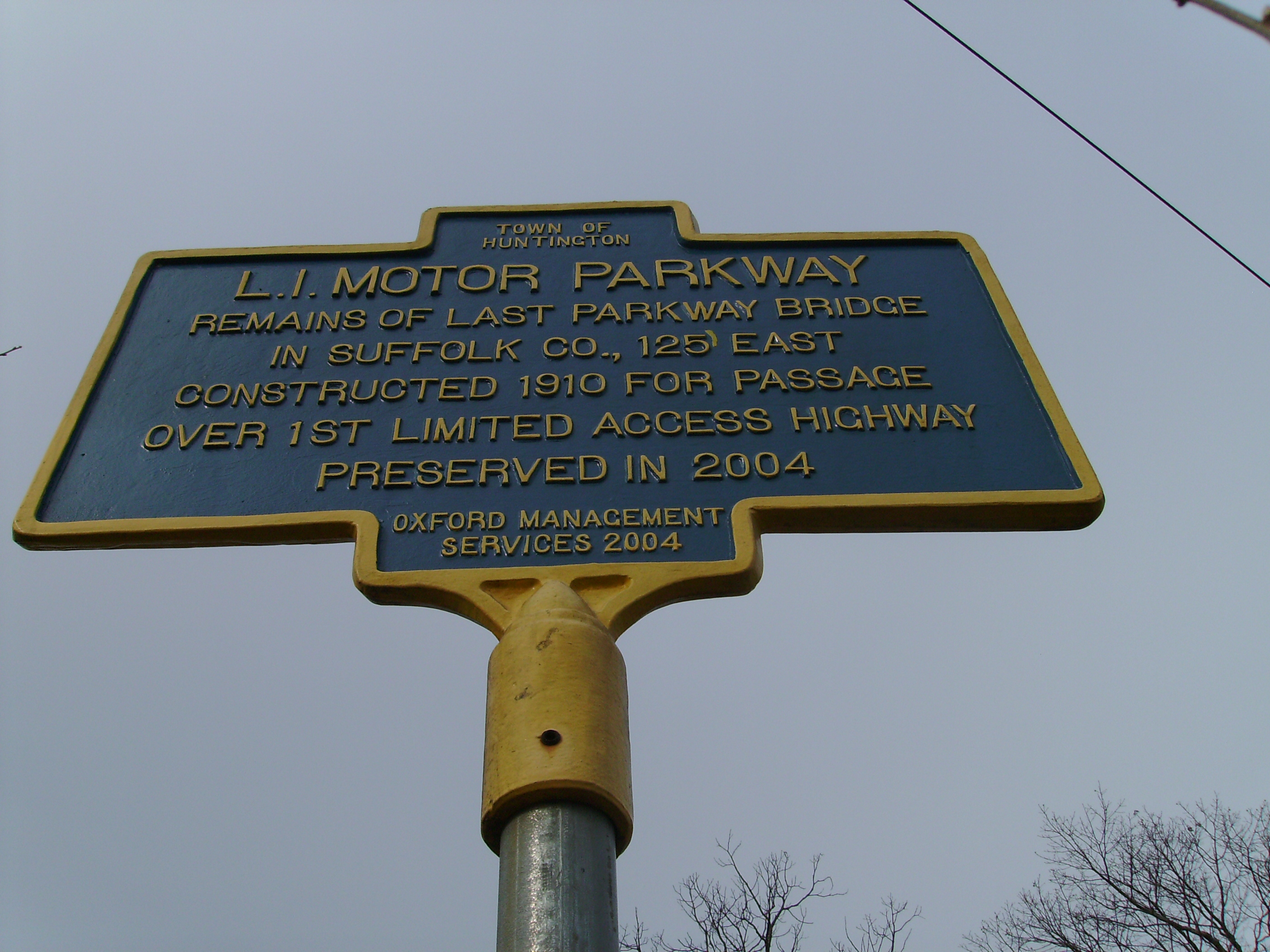
Erinnerung an den Vanderbilt Parkway

Der Long Island Motor Parkway (LIMP), auch bekannt als Vanderbilt Parkway, war eine ab 1908 errichtete private Straßenverbindung im Staate New York, die als Mautstraße dem Automobilverkehr vorbehalten war und auch als Teil einer Rennstrecke diente. Ihre kreuzungsfreie Bauweise macht sie zu einem Vorläufer der Autobahnen. Sie wurde 1938 vom Staat New York übernommen und stillgelegt.

## Geschichte

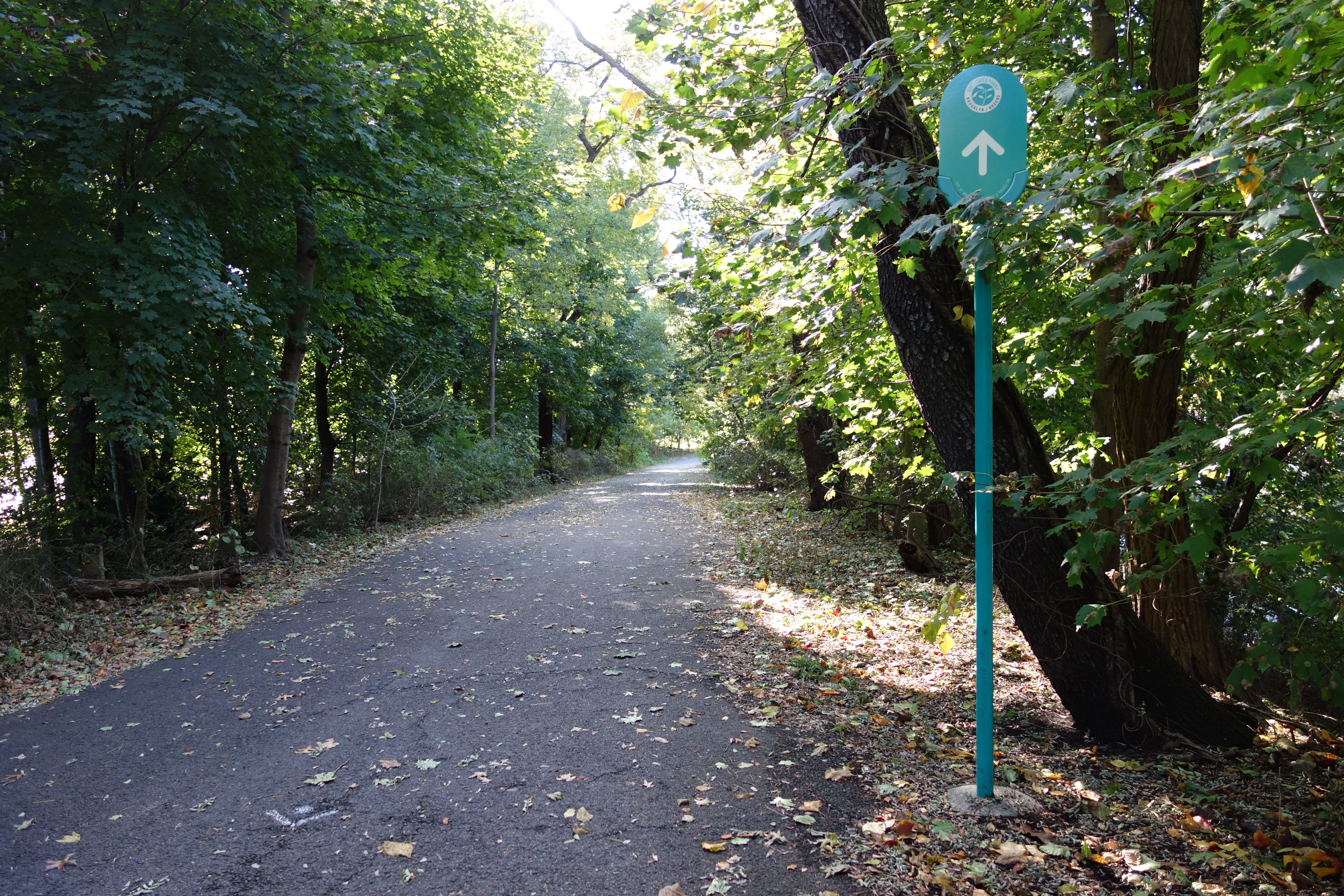
Stillgelegter, noch erhaltener Teil des Vanderbilt Parkway

Ursprünglicher Finanzier der Strecke war William Kissam Vanderbilt II, der Urenkel von Cornelius Vanderbilt, ein begeisterter Veranstalter von Autorennen. Nach einigen schweren Unfällen entschied sich Vanderbilt, eine nur für den Autoverkehr und seinen 1904 gegründeten Vanderbilt Cup geeignete Straße zu errichten und gründete eine entsprechende Gesellschaft. Der Long Island Motor Parkway, mit seiner Betonfahrbahn, seinen Brücken und Unterführungen, Leitschienen und seinen 14 Mautstationen nahm eine weltweite Pionierrolle ein.
Die Mautstrecke sollte zunächst 70 mi (113 km) lang sein und von New York City bis Riverhead, reichen. Es wurden letztlich aber nur 45 mi (72 km) gebaut (von Queens in New York City bis Lake Ronkonkoma). Baubeginn war der Juni 1908, und ein erster Abschnitt wurde schon im Oktober 1908 eröffnet. Ab 1911 führte die Straße bis zum Ronkonkoma-See.
Sechs der Mautstellen wurden vom bekannten Architekten John Russell Pope gestaltet.
In den späten 1920er-Jahren galt der Parkway wegen seiner relativ schmalen Fahrbahnen und steilen Brücken bereits als überholt. Robert Moses, der New Yorker Stadt- und Verkehrsplaner setzte 1938 seine Übernahme und Schließung durch. Teile des Parkway in Queens existieren noch als Radweg von Cunningham Park bis Alley Pond Park.

## Rennveranstaltungen
Die Rennen wurden auf einem 12,64 Meilen langen Rundkurs abgehalten, der in seinem südlichen Bereich Teile des Vanderbilt Parkway nutzte und im nördlichen Bereich die Teilnehmer über eine lange Gerade zu Start-Ziel zurück führte.
Automobilrennen um den Vanderbilt Cup fanden 1908, 1909 und 1910 statt. Zusätzlich war der Vanderbilt Raceway 1909 und 1910 Veranstaltungsort von 4 Rennen zur AAA / USAC Champ Car Series. Ein erneuter schwerer Unfall mit vier toten Zuschauern beim Vanderbilt Cup 1910 führte aber schon 1910 zum Verbot von Straßenrennen im Staate New York.

## Literatur

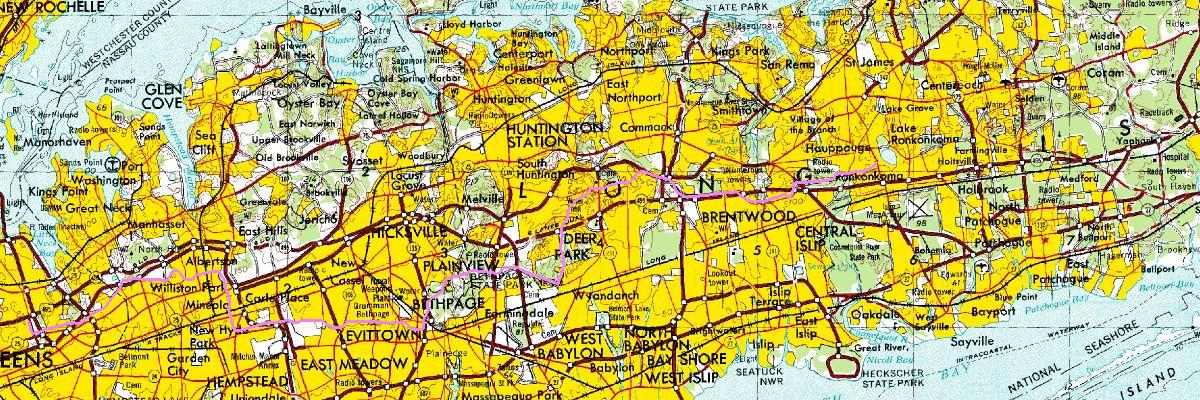
Long Island Motor Parkway (violett eingezeichnet)